# Austin 8
L' Austin 8 est une petite voiture qui a été produite par Austin entre 1939 et 1948.
Lancée le 24 février 1939, la production a continué pendant la Seconde Guerre mondiale jusqu'en 1943. Environ 9 000-9 500 modèles Austin du temps de guerre furent des randonneuses biplace militaires 8AP produites pour l'armée et le gouvernement, et le reste furent des berlines légères quatre, des berlines légères six, à deux et quatre places, des randonneuses et des fourgonnettes. Après la guerre, le modèle a été fabriqué entre 1945 et 1948.

## Origines et positionnement
Vers la fin des années 1930, les ventes de l'Austin 7 étaient en déclin et l'ajout à la gamme des "Big 7" de 900 cm³ en 1938 ne remplit pas la demande, car en dépit de son plus grand moteur, sa suspension et sa manipulation étaient toujours ancrées dans ses origines du début des années 1920. Une gamme de voitures redessinées et repensées a commencé à apparaître en 1937 avec la Cambridge 10 et sa ligne beaucoup plus simple, et à la suite de l'arrivée de Leonard Lord le développement d'une véritable 8 cv a été accéléré. Tout d'abord le « nouveau » moteur fut annoncé à 27 chevaux, mais plus tard cette annonce fut corrigée pour afficher la même puissance que le Big 7, qui était de 24 chevaux
La nouvelle voiture, dévoilée aux concessionnaires en février 1939, gardait le moteur 900 cm³, quatre cylindres, à soupapes latérales de la Big 7, mais avec une hausse du taux de compression passant à 6,5:1, disposait d'un châssis entièrement nouveau. C'était à mi-chemin du châssis de construction complètement unitaire; la partie principale était une tôle d'acier embouti pour le plancher avec une zone de sections soudées de chaque côté de la voiture avec trois autres qui courent sur le plancher. La carrosserie est ensuite boulonnée à cette structure. La suspension était à ressorts à lames semi-elliptiques avec amortisseurs hydrauliques.
Des berlines deux et quatre portes ont été faites ainsi que des randonneuses de deux et quatre places, et des fourgonnettes. On compte 47 600 véhicules fabriqués avant que la guerre n'arrête la production en 1943. En 1945, la production redémarre, mais il n'y a plus de randonneuses ou de berlines à deux portes produites en Angleterre. Après-guerre, la production de la randonneuse a cependant été reprise en Australie.

## Austin 8 d'avant-guerre
Au départ il y avait quatre modèles de base de l'Austin 8. Le modèle ne portait pas de nom et était connu simplement par sa puissance fiscale, en plus du code prosaïque qui n'était pas connu à l'extérieur de l'industrie et du commerce automobile.
- AR = Austin 8 berline six légère à quatre portes.
- ARA = Austin 8 berline quatre légère à deux portes.
- AP = Austin 8 randonneuse, disponible en deux places et quatre places
- AV = Austin 8 camionnette[2]

## Austin 8AP randonneuse militaire

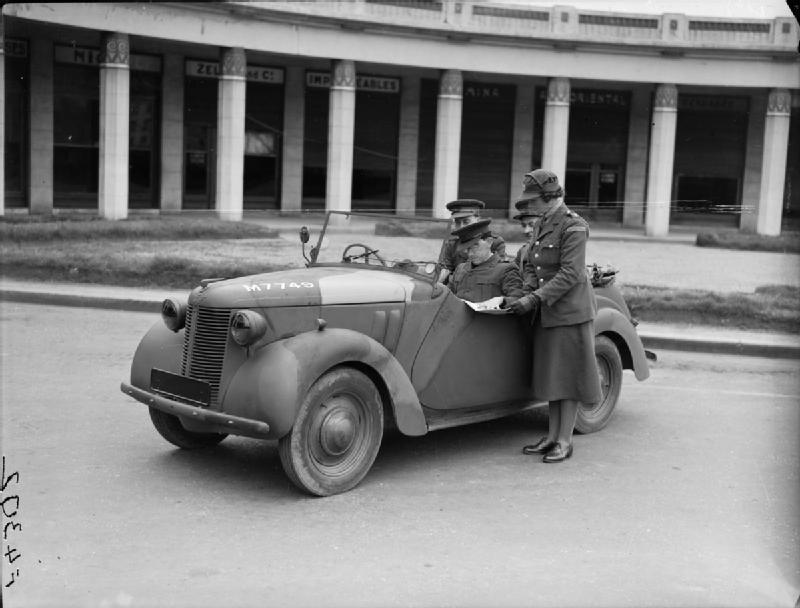
L'armée britannique en France, 1940

Juste avant et pendant la guerre, une Austin 8 spéciale “tilly” fut fabriquée, l'Austin 8AP Military Tourer. Les chiffres exacts de fabrication ne sont pas connus, mais selon plusieurs sources, le nombre aurait été situé entre 9 000 et 9 500 véhicules, la plupart d'entre eux pour le Royal Army Service. Les 8AP Military Tourer se reconnaissent par des ouïes verticales dans les plaques de capot latérales de la voiture qui remplacent les horizontales, les boiseries de la partie inférieure du pare-brise, le filtre à air empli d'huile, le commutateur d'allumage sans clé, les roues fermées au lieu de roues à rayons, la grille de radiateur en tôle d'acier au lieu de sections coulées, offrant seulement deux places. Ces détails permettent de reconnaître certaines voitures civiles qui furent transformées en véhicules militaires. On trouve également de nombreuses Austin Tilly 8 berline en livrée militaire, mais il s'agit le plus probablement de fabrications d'origine et non pas de transformations. Il n'y a pas d'indications que ces berlines fussent spécialement conçues pour les forces armées.

## L'Austin 8 d'après-guerre
Après la guerre, l'Austin 8 a été fabriquée de manière un peu différente de l'avant-guerre, la 8s. Les principales différences sont: le volant, des phares chromés au lieu de peints à la bombe, le filtre à air horizontal au lieu de vertical, des butoirs sur les pare-chocs, un pare-chocs arrière complet à la place des quarts, la poignée de coffre, le support de la plaque d'immatriculation sur le couvercle du coffre, la boîte de vitesses en fonte d'acier au lieu d'aluminium. Seulement deux modèles étaient disponibles après la guerre, les six légères carrées et la camionnette. Le randonneur et la berline quatre légère n'étaient plus disponibles.
- AS1 = Austin 8 berline six légère à quatre portes.
- AV1 = Austin 8 fourgonnette.

## Galerie

Voitures de 1939
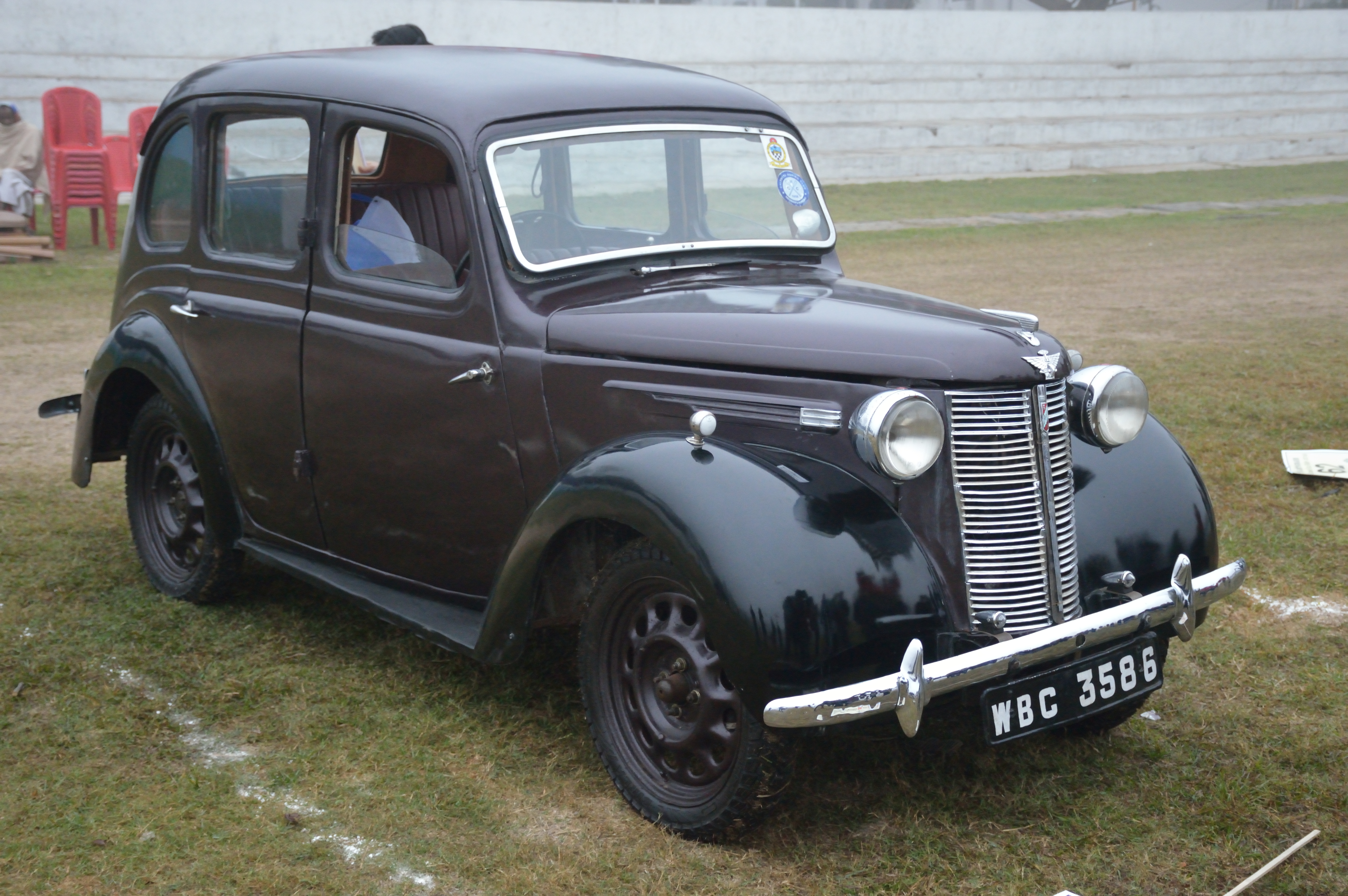
Berline 4 portes
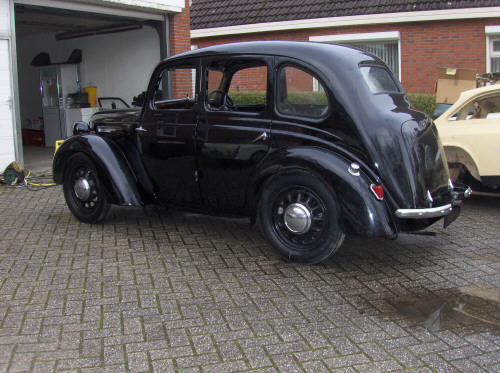
Berline 4 portes
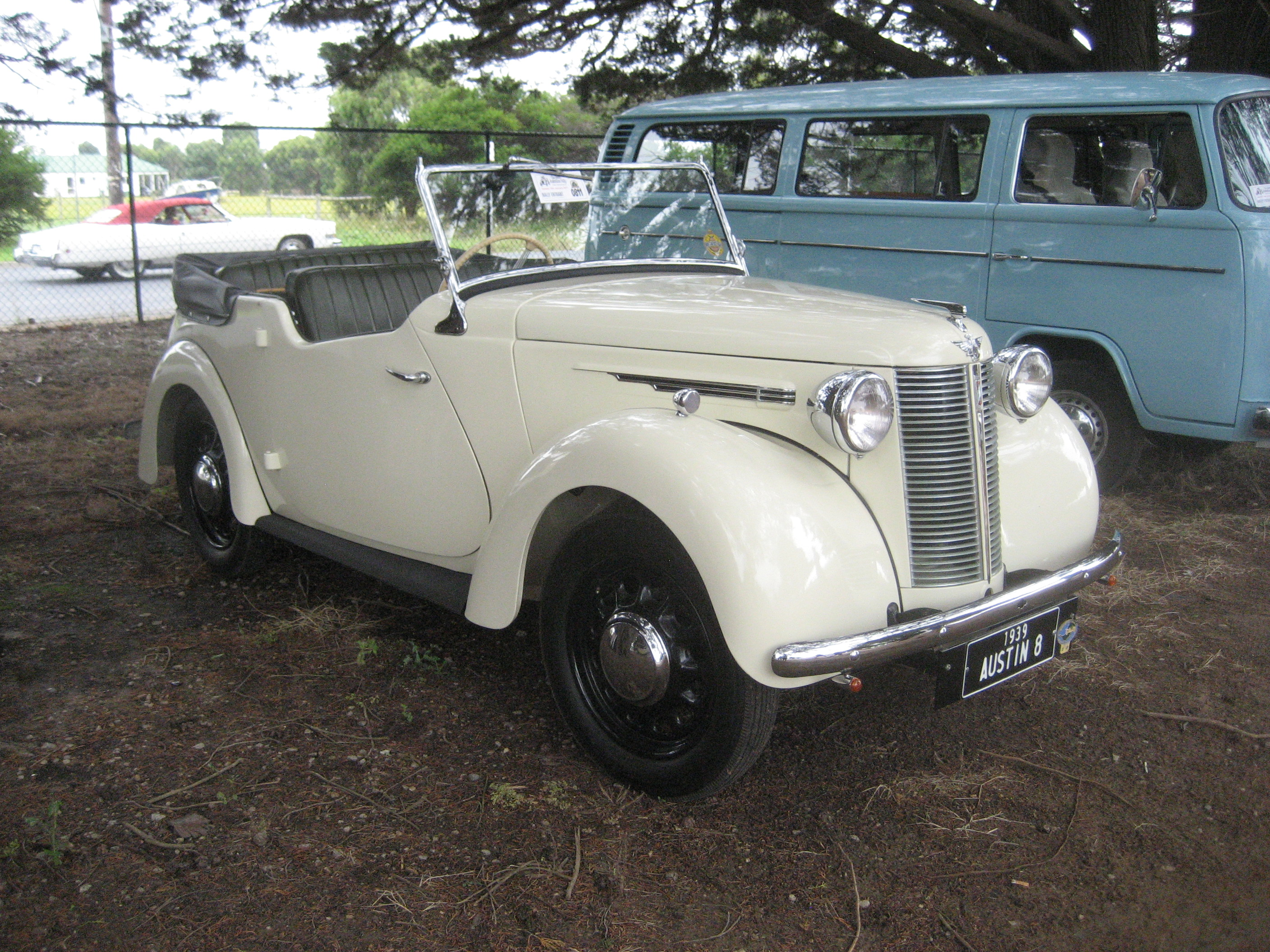
Randonneuse "tourer"
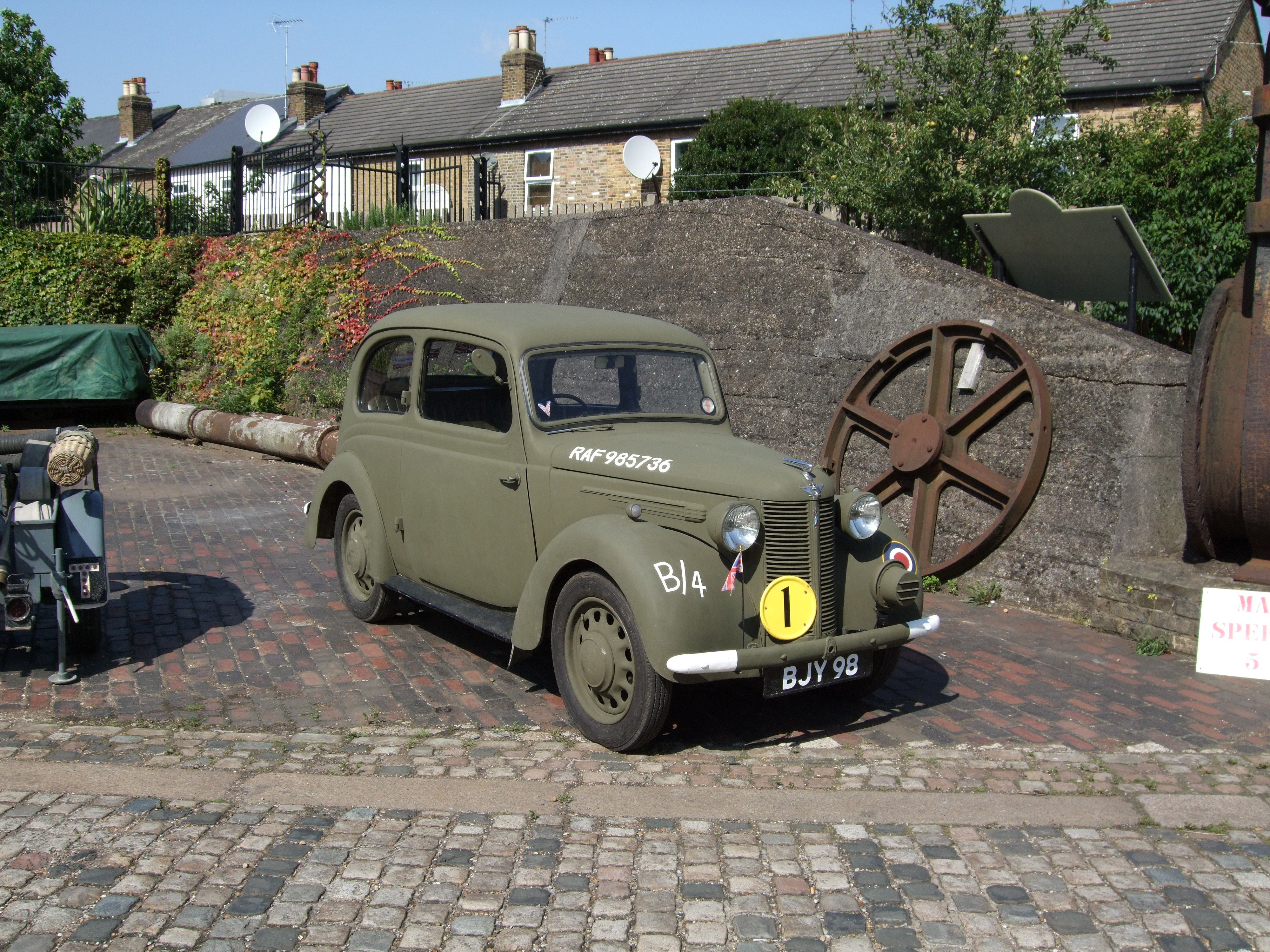
Militaire 2 portes

## L'Austin 8 australienne
Dans une tentative afin d'établir une industrie automobile australienne après la Première Guerre mondiale, le Gouvernement australien a imposé une taxe sur les voitures importées. Toutefois, l'importation d'un châssis portait un impôt minimal, et comme résultat, les constructeurs australiens importaient des châssis roulants sur lesquels ils montaient des carrosseries de leur conception. Les châssis Austin étaient réputés livrés avec les ailes, le capot et la grille de radiateur en métal embouti.
Les plus grandes et meilleures des entreprises connues pour adapter l'Austin 8 furent: Ruskin, Larke Hoskins, General Motors Holden Ltd et TJ Richards & Sons. Les Austin 8 Larke Hoskins ont été appelées des Austin "Guêpe" et ont été construites à la fois comme randonneuse et berline. Il y eut même des Austin 8 à deux portes "Coupé du médecin" fabriqués par Ruskin. Les randonneuses construites par Richards peuvent être reconnues par une courbe arrêtée dans les panneaux de porte. Au moins 8 ont été construites par General Motors Holden Ltd en 1940/1941/1942 comme Austin 8 berline et Austin 8 Berline Melbourne.
Un coach construit Austin 8 randonneuse a été découvert à Melbourne à la fin des années 1980 et a été vendu à l'Australie du Sud[pas clair] pour restauration.
Les Austin 8 australiennes d'après-guerre ont donc été fabriquées également en tant que randonneuses, alors qu'au Royaume-Uni ce modèle n'était plus fabriqué. Les randonneuses australiennes sont légèrement différentes de l'originale. Le pare-brise et les sièges ont été modifiés et certaines ont été équipées d'un couvercle de coffre, une fonctionnalité qui n'était pas présente sur le modèle d'avant-guerre de la randonneuse au Royaume-Uni.

## Autres modèles d'exportation de l'Austin 8
Des modèles de l'Austin 8 ont été fabriqués pour l'exportation aussi bien avant qu'après-guerre. L'Austin 8 étaient disponibles pour le marché Européen en conduite à gauche. Tous les autres détails de la voiture restaient inchangés. Les modèles d'exportation d'avant-guerre pour le marché américain ont été livrés en conduite à gauche également. Au moins une partie de l'exportation des modèles a été fournie avec des roues pressées fermées au lieu des roues à rayons pressées utilisés pour les voitures sur le marché intérieur. Les roues pressées étaient du modèle équipant l'Austin 8AP randonneuse et avaient les mêmes disques de roue que les militaires, bien que les disques de roues civiles américaines fussent chromés.

## Registres de production de l'Austin 8
La liste suivante indique le nombre total fabriqué par année de production (août–juillet):
- 1938-1939 : 17447
- 1939-1940 : 24230
- 1940-1941 : 5064
- 1941-1942 : 707
- 1942-1943 : 34
- 1943-1944 : 0
- 1944-1945 : 0
- 1945-1946 : 15169
- 1946-1947 : 31619
- 1947-1948 : 9315

Le dernier numéro de châssis d'avant-guerre est le 47600. Le dernier châssis numéro 103585 fut fabriqué en 1948, ce qui suggère que 103 585 Austin 8 ont été produites. On ne sait pas combien ont été fabriquées de chaque modèle car les dossiers de production plus détaillés ont été détruits.

## Registre Austin 8
Depuis 1990, il existe un club Austin Eight Register, commencé par Ian Pinniger et poursuivi en 2012 par Hermann Egges. Un peu plus de 100 000 Austin 8 ont été fabriqués entre 1939 et 1948. Le registre contient des informations sur 400–500 Austin 8 existantes, dont la plupart sont des berlines six légères d'après-guerre. Plus d'informations sur l'histoire de l'Austin 8 et sur l'Austin 8 register peut être trouvé sur www.austin-eight.com